# Adobe Atmosphere
Adobe Atmosphere (abreviado Atmo por los usuarios) es un programa para diseño de gráficos 3D por computadora, desarrollado originalmente por Attitude Software. En noviembre de 2000, Adobe Systems Incorporated compró esta tecnología. Adobe hizo pública la versión última de Atmosphere, la versión 1.0 build 216, en febrero de 2004, luego discontinuó el software en diciembre de 2004. El producto pasó la mayoría de su tiempo en beta testing.